# Полицейские (фильм, 1997)
«Полице́йские» (англ. Cop Land; дословно — «Земля полицейских») — фильм режиссёра Джеймса Мэнголда о проблемах профессиональной коррупции в полиции США, влекущих за собой серию уголовных преступлений. Вышел на экраны в 1997 году, в главных ролях: Сильвестр Сталлоне, Харви Кейтель, Рэй Лиотта, Роберт Де Ниро.

## Сюжет
Вымышленный город Гаррисон в Нью-Джерси расположен на реке Гудзон и непосредственно граничит с Нью-Йорком. Здесь, по сюжету, традиционно живут семьи офицеров и сотрудников департамента полиции Нью-Йорка. Два штата связывает мост Джорджа Вашингтона, который является местом действия многих сцен фильма, соединяет героев или делает их врагами.
Фредди Хефлин (Сталлоне) — шериф Гаррисона. Несколько лет назад, спасая свою возлюбленную Лиз (Шиорра), он получил травму, повлекшую снижение слуха. По медицинским показаниям Фредди не смог служить в полиции, но всегда восхищался своими друзьями — полицейскими. Один из них — Гари Фиггис (Лиотта). Неформальная власть в городе принадлежит группе коррумпированных полицейских, которую возглавляет лейтенант Донлан — «дядя Рей» (Кейтель).
Только начинающий службу офицер Мюррей Бабич (Рапапорт), племянник Донлана, в нетрезвом состоянии необоснованно применяет оружие и становится виновником гибели двух афроамериканских подростков. Опасаясь утечки лишней информации при допросах Бабича, Донлан вынуждает того скрыться и инсценирует его самоубийство. Следствие по факту превышения должностных полномочий ведёт лейтенант отдела внутренних расследований полиции Нью-Йорка Мо Тилден (Де Ниро). Он уверен, что за суицидом скрываются другие тяжёлые преступления. Но его полномочия ограничены штатом Нью-Йорк. Не доверяя полиции Нью-Джерси, он обращается за содействием к шерифу, но Хефлин отказывается собирать информацию против друзей своего детства.
Случайно узнав, что Мюррей Бабич жив, шериф меняет своё отношение к происходящему в Гаррисоне и отправляется к лейтенанту Тилдену с готовностью начать сотрудничество. Тот сообщает ему, что дело закрыто руководством из-за отсутствия серьёзной доказательной базы. Случайно или нет, в руки Хефлина попадают файлы с фактами предварительного расследования деятельности группы Донлана. Сопоставив эту информацию со своими данными и проведя независимое расследование, шериф приходит к выводам, что коррумпированные полицейские замешаны в оптовой торговле наркотиками, аферах с ипотечным кредитованием, убийстве свидетелей. При попытке задержать Бабича и передать его в руки закона Хефлин и примкнувший к нему Фиггис физически устраняют практически всех преступников в полицейской форме. Мюррей Бабич и собранные документальные улики успешно переданы Мо Тилдену в Нью-Йорк.

## В ролях
- Сильвестр Сталлоне — Шериф Фредди Хефлин
- Харви Кейтель — Лейтенант Рэй Донлан
- Рэй Лиотта — Офицер Гари «Фиггси» Фиггис
- Роберт Де Ниро — Лейтенант Мо Тилден
- Аннабелла Шиорра — Лиз Рендон
- Питер Берг — Джои Рендон
- Майкл Рапапорт — Офицер Мюррей Бабич
- Роберт Патрик — Офицер Джек Ракер
- Ноа Эммерих — Помощник шерифа Билл Гайслер
- Пол Кальдерон — Гектор, парамедик

## Награды
Стокгольмский кинофестиваль 1997 год.
Сильвестр Сталлоне — Лучший актёр.

## Критика
В американских обзорах критика ровная, скорее благожелательная.
«Несмотря на слишком упрощённый подход к моральному делению на „плохих парней“ и „хороших парней“, фильм „Полицейские“ — поглощающий и драматический рассказ о некоторых негативных реалиях Нью-Йорка. Первый образ „живого человека“, созданный Сталлоне за последние годы.» Тодд Маккартни, «Полицейские»// Варьете (11 августа 1997 г.).
«Мэнголд, работающий с размахом, как Джон Сэйлс в „Городе Надежды“, имеет редкий дар выявлять человеческую драму в обыденной жизни. Во Фрэдди (Хефлине) пробуждается его внутренний потенциал, мы с волнением наблюдаем, как возрождается и персонаж, и актёр. Сталлоне не просто вернулся. Он вернулся победителем.» Питер Трейверс, «Полицейские»// Роллинг Стоун (8 декабря 2000 г.).
«Смотреть нужно в первую очередь из-за Сталлоне — обычно супермен, мускулистый и напористый, он здесь человек неуверенный и, как писали о героях Достоевского, мятущийся. „Полицейские“ открывают нам актера совсем другого калибра» Валерий Кичин, «Рокот рока и нюансы романса»// Известия (18 июля 2001 г.).

## Дополнительные факты
- По сюжету Фрэдди Хефлин — шериф с очень ограниченным кругом полномочий. Для создания достоверного образа пассивного героя с минимальными должностными обязанностями и размеренным бытом Сталлоне поправился на 40 фунтов (около 18 килограммов)[5]
- У фильма достаточно скромный бюджет (около 15 млн долларов США). Все актёры, включая звёзд, работали за оплату по минимальным тарифным ставкам, разрешённым Гильдией киноактёров США. Однако, только за первые выходные в прокате США фильм собрал более 13,5 млн, а к декабрю 1997 года — около 45 млн долларов[6]
- В некоторых видео и DVD-изданиях фильм представлен в авторской версии длительностью 112 минут. Этот вариант содержит несколько сцен, подчёркивающих расовую неприязнь белых полицейских Гаррисона к афроамериканцам. Из версии для широкого проката эти сцены были удалены.
- Эммерих и Рапапорт годом ранее играли уже вместе в фильме "Красивые девушки".